# Javier Rincón
Javier Eberto Rincón Mancera (ur. 15 czerwca 1968 w Bogocie) – kolumbijski zapaśnik w stylu wolnym. Olimpijczyk z Seulu 1988, gdzie odpadł w eliminacjach w kategorii 62 kg.
Zajął osiemnaste miejsce na mistrzostwach świata w 1987. Czwarty na igrzyskach panamerykańskich w 1987. Brązowy medal na mistrzostwach panamerykańskich w 1988. Srebrny i brązowy medal na igrzyskach Ameryki Środkowej i Karaibów w 1986. Podwójny mistrz igrzysk boliwaryjskich w 1985 roku.